# Рибница (Брежице)
Рибница (словен. Ribnica) је насељено место у општини Брежице, Посавска регија, Словенија.

## Историја
До територијалне реорганизације у Словенији била је у саставу старе општине Брежице.

## Становништво
У попису становништва из 2011. године, Рибница је имала 123 становника.
| Број становника према пописима | Број становника према пописима | Број становника према пописима |
| ------------------------------ | ------------------------------ | ------------------------------ |
| 1991                           | 2002                           | 2011                           |
| 140                            | 118                            | 123                            |

Напомена: Године 1953. настала спајањем насеља Сподња Рибница и Згорња Рибница, која су укинута.